# 大棚沢橋
大棚沢橋（おおたなさわばし）は神奈川県道64号伊勢原津久井線の途中、宮ヶ瀬湖上に架かるローゼ橋。厚木方面から来ると七曲橋、仏果沢橋、東沢橋、石転橋の次、5番目に通るローゼ橋で、渡るとすぐに向山トンネルに入る。

## 概要
- 種別 - 鋼道路橋
- 橋長 - 214.5m
- 形式
  - バスケットハンドル型ニールセンローゼ - 154.5m
  - 単純非合成鋼箱桁 - 60.0m
- 幅員 - 8.75m
- 完成年 - 1992年（平成4年）

## 位置
- 北緯35度31分12.3秒 東経139度14分27.3秒 / 北緯35.520083度 東経139.240917度
- 青野原［南東］ - 地理院地図
- 大棚沢橋 - Google マップ